# Кристиан Датский (1603—1647)
Кристиан Датский (дат. Christian af Danmark; 10 апреля 1603, Копенгаген — 2 июня 1647, замок Горбиц, Дрезден) — кронпринц Дании (с 1610 года) и Норвегии (с 1603 года). Умер в 1647 году, не дождавшись престолонаследия, его преемником стал Фредерик III, его младший брат.

## Биография
Принц Кристиан родился в замке Копенгагена и был сыном короля Кристиана IV (1577—1648) и королевы Анны Екатерины (1575—1612). Кристиан был их вторым сыном — его старший брат Фредерик умер в 1599 году, таким образом, отец видел его в качестве предпочтительного наследника датского престола.
Дания на том момент была выборной монархией, где полномочия по определению правителя принадлежали Совету Королевства. Тем не менее, король, как правило, выбирал наследника, это даже рассматривалось как способ соблюдения баланса и ограничения свобод Совета. Норвегия же была формально наследственной монархией, что сделало Кристиана кронпринцем с момента его рождения, оставляя тем самым вероятность того, что следующий король Норвегии не будет одновременно следующим королем Дании. В 1608 году Совет и представители сословий поддерживали короля в избрании Кристиана престолонаследником. Он был публично провозглашен кронпринцем в 1610 году.
В 1625 году Дания вступила в Тридцатилетнюю войну. Датская интервенция в имперские земли ознаменовала начало второго этапа войны, после окончания Чешского восстания. Поскольку король Кристиан IV встал во главе армии, принц Кристиан был утвержден в качестве исполняющего обязанности главы правительства. Кристиан занимал этот пост до 1627 года, при этом и сам участвовал в боевых действиях. Он даже был поражен двумя выстрелами в ноябре 1626 года в Гольштейне. В 1627 году он был направлен во главе армии в пограничные земли Гольштейна и укрепился у Сегеберга. Позже он отступил, когда вражеские войска захватили Южную Данию и Ютландию. В ходе этого маршброска он даже сломал ногу после падения с обоза.
В 1626 году его близкие отношения с дворянкой Анной Люкке вызвали конфликт с отцом и Советом Королевства, когда его отец арестовал Анну из-за её влияния на кронпринца и попытался обвинить её в колдовстве.
В 1628 году Кристиан получил поместье Мальмёхус. В январе 1632 года он был назначен генерал-губернатором датских владений в Шлезвиге и Гольштейне. Он также получил Лааланн и Фальстер.
В 1633 году Кристиан женился на Магдалене Сибилле, дочери курфюрста Саксонии Иоанна Георга I. Брак обсуждался с 1630 года, а свадьба состоялась 5 октября 1634 года в Копенгагене. Брак был бездетным, супруги проживали в замке Нюкёбинг в Фальстере. Кристиан не слишком интересовался политическими интригами и неохотно принял обязанности главы правительства в 1644 году, когда король отсутствовал в связи с войной со шведами. Осенью 1644 года принц Кристиан посетил Мальмё, но шведские войска угрожали осадить город, Кристиан отбыл сначала в Копенгаген из-за болезни, а затем в Фальстерк Falster.
К зрелости Кристиан приобрел репутацию ленивого и пьющего человека. Он проматывал большие суммы, отец с трудом справлялся с выплатой долгов сына. Среди прочих долгов, кронпринц взял заем у герцога Готторпского в 1646 году, чтобы финансировать лечение на чешских курортах. Он оставил Нюкёбинг и отбыл в Чехию 8 мая 1647 года. Кронпринц достиг Дрездена 28 мая. Вскоре после отъезда из города он был поражен приступом болезни. Он был доставлен в замок Горбиц недалеко от Дрездена, где и умер на следующий день. Кристиан был похоронен 8 ноября 1647 года в церкви Богоматери в Копенгагене. В 1655 году его останки были перенесены в гробницы в соборе Роскилле.